# Пу святси
Пу святси (коми пу святсі «деревянные святцы») — резной деревянный календарь у народа коми в XVIII — начале XX веков.
Коми-крестьяне вплоть до современности (до первых десятилетий XX века) для отсчёта времени годового цикла по юлианскому (церковному) календарю использовали оригинальное устройство, которое на языке коми получило название «деревянные святцы». Представляет собой бипирамидальный деревянный брусок с 12 полурёбрами (по количеству месяцев), на которые нанесены насечки и пазы, обозначающие месяцы и дни. Общее число таких насечек соответствовало количеству дней в году. Специальными метками на гранях были отмечены церковные праздники (обычно число таких отметок достигало 40-50, иногда больше). Прошедшие дни обозначали, залепляя зарубки воском или древесной смолой.
Несмотря на относительную неприхотливость устройства, простоту его изготовления и несложность в пользовании, такие деревянные святцы были редкостью для коми-крестьян. Вместе с трепетным отношением к календарю и сакрализацией времени вообще, коми испытывали настоящее уважение и почитали обладателей пу святси — обычно, глав больших семей, артельных главарей и успешных охотников-промысловиков, которые вели по ним отсчёт времени.
В XIX веке похожие устройства для отсчёта времени — деревянные или костяные святцы были известны не только на севере европейской части Российской империи, но и в Сибири, на Дальнем Востоке. Они были в ходу у русских, поморов, карелов, долганов, якутов, эвенков и других народов региона.